# Hearts of Iron
Hearts of Iron és un joc d'estratègia dissenyat per Paradox Interactive, creadors d'Europa Universalis i Crusader Kings, entre d'altres. Ha rebut dues seqüeles i diverses expansions que afegeixen contingut i allarguen el període històric que aquest abasta.

## Gameplay
En Hearts of Iron és possible seleccionar qualsevol país existent en el període de 1936 a 1955, i dirigir tots els aspectes d'aquest durant la Segona Guerra Mundial, destacant l'espionatge, la producció industrial, la direcció de l'exèrcit i la diplomàcia. És possible al·linear-se en una de tres grans coalicions: els Aliats, l'Eix i el Comitern (l'esfera d'influència sovètica). El món està dividit en províncies terrestres i marítimes. Hi ha certs territoris que tenen un valor en punts. Al final de la partida, la coalició amb més puntuació (la que controla més territoris claus) guanya. Així i tot, la majoria dels jugadors ignoren deliberadament això, i s'autoimposen reptes per fer les partides més interessant o divertides (guanyar la Guerra Civil amb la República, reunificar l'Imperi Bizantí amb Grècia, convertir els Estats Units en un país comunista, vèncer Alemanya amb Polònia o Àustria, entre altres) o simplement intentar capturar el major nombre de territoris possibles abans que acabi el temps.

## Gràfics
Hearts of Iron ha sigut dissenyat amb el motor gràfic d'Europa Universalis, que funciona en dos dimensions.

## Seqüeles
Ha tingut dos seqüeles, el 2005, 2009, 2016, i diverses expansions, com Arsenal of Democracy, Doomsday o For the Motherland, cadascuna amb les seves característiques pròpies.